# Sagua la Grande
Sagua La Grande ist ein Municipio und eine Stadt in der zentralkubanischen Provinz Villa Clara. 

## Lage
Es liegt an der Nordküste und wird vom gleichnamigen Fluss durchflossen. Das Municipio hat 53.077 Einwohner, was bei einer Fläche von 661 km² eine Bevölkerungsdichte von 55,2 Einwohnern je Quadratkilometer entspricht (Zensus 2012). Die Stadt liegt nahe der Mogotes de Jumagua, einer Formation von Kalksteinfelsen. Viele Cays des Sabana-Camagüey-Archipels befinden sich an der Nordküste des Municipios.

## Geschichte
Sagua la Grande wurde im Jahre 1812 gegründet und 1842 zum Municipio erweitert. 1861 bis 1869 waren die Brüder Charles und Eugène Wille aus La Chaux-de-Fonds in Sagua la Grande als Uhrenimporteure tätig. Zu Beginn des 20. Jahrhunderts wuchs die Stadt und ihr Hafen, Isabela de Sagua, und wurde zu einem wichtigen Handelszentrum. Heutzutage besteht die Wirtschaft hauptsächlich aus Zucker-, Chemie-, Mechanik- und Nahrungsmittelindustrie. Weitere wichtige Wirtschaftszweige sind die Viehwirtschaft und der Fischfang.

## Architektur
Die breiten Straßen und der geringe Verkehr geben der Stadt eine ruhige Atmosphäre. Eines der schönsten Gebäude der Stadt ist das Casino Español (das Spanische Casino), welches 1908 erbaut wurde und ein Treffpunkt der Sociedad Sagüera, der Gesellschaft von Sagua war.
In den letzten Jahren wurde jedoch wenig in die Erhaltung investiert. Demzufolge zerfallen nach und nach die alten kolonialen Gebäude.

## Söhne und Töchter der Stadt
- Peter Henry Emerson (1856–1936), englischer Fotograf und Arzt kubanischer Herkunft
- Joaquín Albarrán (1860–1912), Arzt
- Antonio Machín (1908–1977), Sänger
- Jorge Mañach (1898–1961), Schriftsteller und Politiker
- Edelmira Sampedro-Robato (1906–1994), Gräfin von Covadonga
- Enrique González Mántici (1912–1974), Komponist und Dirigent
- Wifredo Lam (1902–1982), Maler und Grafiker
- Conrado Marrero (1911–2014), Baseballspieler
- José Pardo Llada (1923–2009), kubanisch-kolumbianischer Journalist, Politiker und Diplomat
- Mel Martínez (* 1946), US-amerikanischer Politiker